# Тан, Халук Мустафа
Халук Мустафа Тан (тур. Haluk Mustafa Tan; род. 27 апреля 2005, Самсун) — турецкий футболист, защитник клуба «Самсунспор».

## Клубная карьера
Тан — воспитанник клубов «Кадикюспор» и «Самсунспор». 5 декабря 2023 года в поединке Кубка Турции против «Токат Блд Плениспора» Халук дебютировал за основной состав последних. 11 января 2024 года в матче против «Трабзонспора» он дебютировал в турецкой Суперлиге.

## Международная карьера
В 2024 году в составе юношеской сборной Турции Тан принял участие в юношеском чемпионате Европы в Северной Ирландии. На турнире он сыграл в матчах против сборных Дании и Норвегии. В поединке против испанцев Фахри забил гол.